# 小和田貢平
小和田 貢平（こわだ こうへい、1968年2月14日 - ）は、日本の俳優、声優。東京都出身。

## 人物
以前は豪勢堂Heat、オフィスアソボに所属していた。
趣味はスキューバダイビング、ギター。
資格は普通自動車免許。

## 出演

### テレビドラマ
- 連続テレビ小説 ひらり（1992年）
- ウルトラマンティガ 第18話「ゴルザの逆襲」（1997年）
- タクシードライバーの推理日誌22（2006年）
- モンスターペアレント（2008年） - アナウンサー
- 医療捜査官 財前一二三2（2011年、フジテレビ）

### 映画
- ガメラ2 レギオン襲来（1996年） - 防衛拠点・戦闘指揮所の通信員

### オリジナルビデオ
- 戦争へ行こうよ!!（1994年）
- 戦争へ行こうよ!!2（1994年）
- ぼくらのまちトミカ・プラレールタウンに全員集合!（2003年）- サブロー

### テレビアニメ
1996年
- こちら葛飾区亀有公園前派出所（1996年 - 2003年、ナルシス、佐藤、アトミック・サンダー、太田黒、ゲタ先生、村雨仁佐ェ門、小野正次郎、田中、八木、銀座署署長、江良利久隠 他）

1997年
- あずみマンマ・ミーア（フヂエ犬）

1998年
- おじゃる丸（1998年 - 2025年、小町パパ、森の呪文屋 他）
- 金田一少年の事件簿（明石道夫）
- タッチ Miss Lonely Yesterday あれから君は…（おじさん）
- 突撃!パッパラ隊（宮原、宮本の父 他）
- 発明BOYカニパン（ガラム）
- ビーストウォーズII 超生命体トランスフォーマー（オートジェッター）

1999年
- ゴクドーくん漫遊記（ヤーセーガ）
- ごぞんじ!月光仮面くん（源吉、横綱の父ちゃん、バーバー丸山、手下A、魚の霊）
- コレクター・ユイ（管制主任）
- 週刊ストーリーランド（司会者、足軽A、運転手）
- 将太の寿司 心にひびくシャリの味（源治）
- 超発明BOYカニパン（デバッグ隊員）
- HUNTER×HUNTER（第1作）（トンパ、ギド、ビーン、イワレンコフ、執事C、骨董品店主、殺し屋C）
- ビーストウォーズネオ 超生命体トランスフォーマー（ランディー）
- 未来少年コナンII タイガアドベンチャー（マイケル）
- メダロット（ホステス、クマゴロウ、雷太）

2000年
- 真・女神転生デビチル（ドワーフ、象デビルA）
- ドキドキ♡伝説 魔法陣グルグル（ゴチンコ、カイリー、ポレじい）
- 陽だまりの樹（多紀元堅、佐伯甚七郎、森容蔵、林洞海、番頭、塾生B、旅人B、同僚）
- ハムスター倶楽部（ナレーション）

2001年
- 仰天人間バトシーラー（ヨックバ・リーノ / コーヘーメイヤー）
- コスモウォーリアー零（野原茂、機関士、マスター）

2002年
- GUN FRONTIER（スルスキー、ガンマン、質屋の店主、執事、バーテン）
- デジモンフロンティア（ホエーモン）
- 爆転シュート ベイブレード2002（謎の男B / サングラスの男B）
- ハングリーハート WILD STRIKER（森高耕造理事長、役員）
- ワイルド7 another -謀略運河-（船長）

2003年
- シンデレラボーイ（ダン警部、支配人、殺し屋、看守A、兵士B）

2004年
- ジパング（門前大佐、運営部員）
- B-伝説! バトルビーダマン（ワット）

2005年
- 絶対少年（深山の父、UFO研究家）

### 劇場アニメ
- こちら葛飾区亀有公園前派出所 THE MOVIE（1999年）
- アリーテ姫（2001年、衛兵）
- アタゴオルは猫の森（2006年、魚屋）

### OVA
- HUNTER×HUNTER パイロット版（1998年、船員）
- メーテルレジェンド（2001年、ジャム、機械伯爵）

### ゲーム
- ブリガンダイン グランドエディション（2000年、シャントゥール、ベルガー、ミレミラの旅人）
- お遍路さん～発心の道場（阿波国編）～（2003年）

### 吹き替え
- ウッディー・ウッドペッカー（2001年、あかり）

### ドラマCD
- バイオハザード2 〜小さな逃亡者シェリー〜（1999年、男客、無線の声、町の男2、町の人2）

### その他
- キャプテン翼 実況タイピング（2003年、実況）